# Rhamphus oxyacanthae
Rhamphus oxyacanthae är en skalbaggsart som först beskrevs av Thomas Marsham 1802.  Rhamphus oxyacanthae ingår i släktet Rhamphus, och familjen vivlar. Arten är reproducerande i Sverige.